# Éghezée

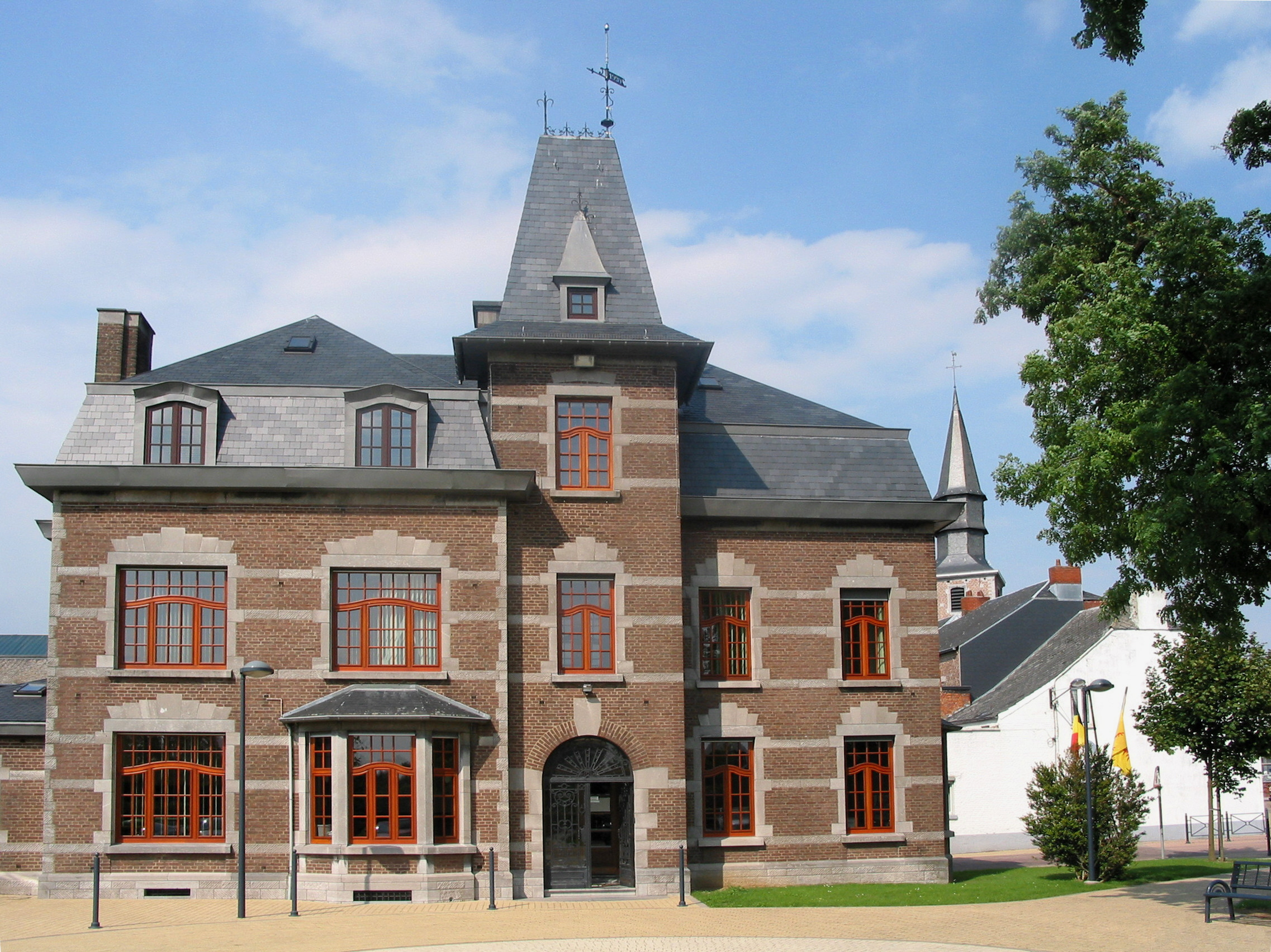
Ayuntamiento.

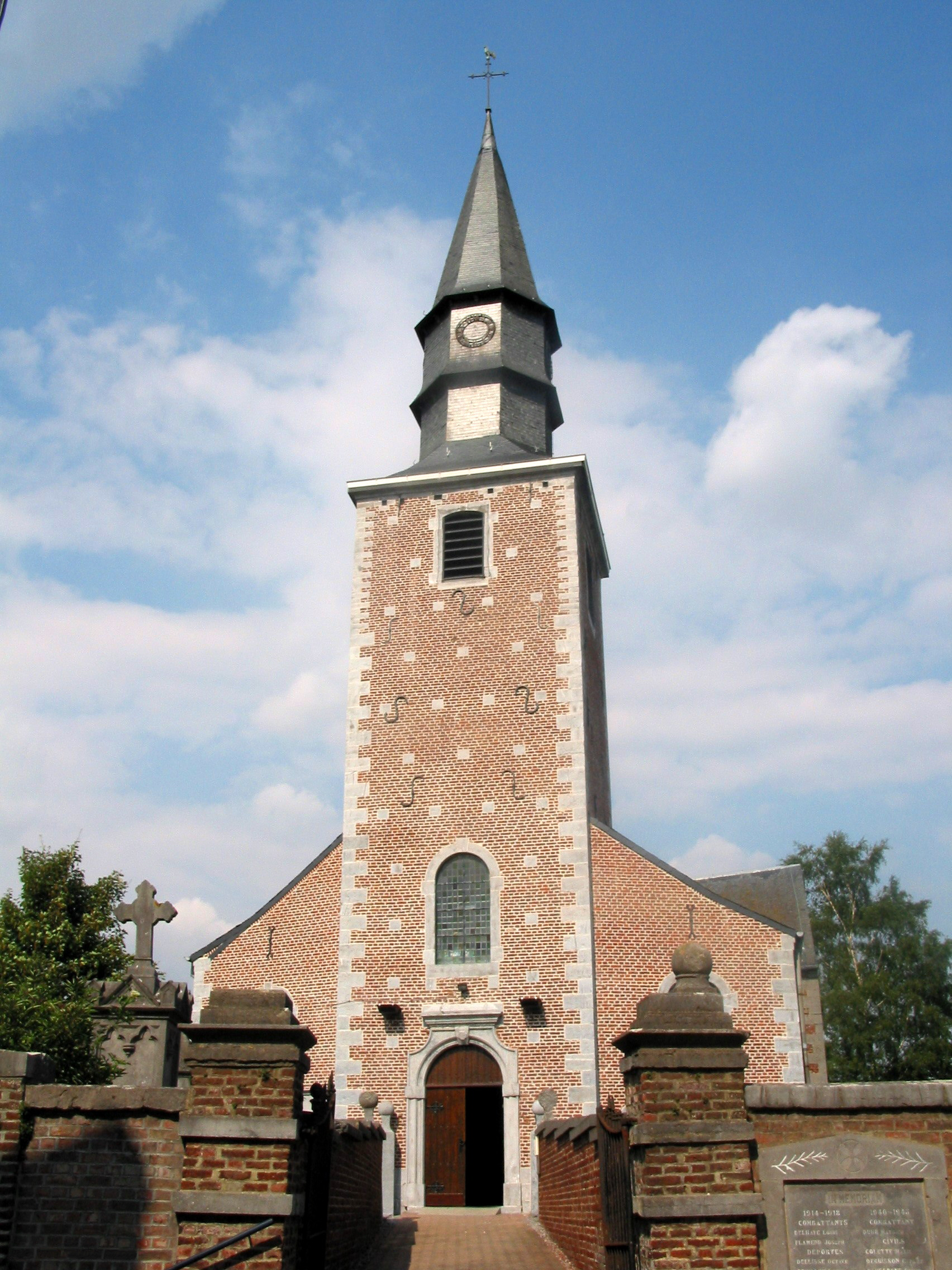
La Iglesia.

Éghezée (en valón : Inguezêye) es un municipio de Bélgica en la provincia de Namur.

## Geografía
- Población total al 1 de enero de 2019: 16.337 habitantes
- Superficie total : 102,81 km²
- Densidad : 158,91 habitantes por km².

### Secciones del municipio
El municipio comprende los antiguos municipios, que se fusionaron en 1977:
| - Éghezée - Aische-en-Refail - Bolinne - Boneffe - Branchon - Dhuy - Hanret - Harlue - Leuze - Liernu - Longchamps - Mehaigne - Noville-sur-Méhaigne - Saint-Germain - Taviers - Upigny - Waret-la-Chaussée |

## Demografía

### Evolución
Todos los datos históricos relativos al actual municipio, el siguiente gráfico refleja su evolución demográfica, incluyendo municipios después de efectuada la fusión el 1 de enero de 1977.
| Gráfica de evolución demográfica de Éghezée entre 1846 y 2020 |
|                                                               |